# 津屋崎町
津屋崎町（つやざきまち）は、福岡県宗像郡にあった町。町の西部から北部にかけては玄界灘に面した風光明媚な自然環境でも知られる。町の海岸にはウミガメ（アカウミガメ）が生息しており、公共広告機構（現：ACジャパン）のCMに使われたこともある。福岡都市圏および宗像地方を代表する夏の観光スポットの1つである。
2005年1月24日に福間町と合併し、福津市となった。

## 位置・情勢
津屋崎町は、福岡県の北西部に位置する。東部は山、西部は玄界灘に囲まれており、平野部には田畑の広がるのどかな町である。海岸は玄海国定公園に指定されている。

## 歴史
- 1889年（明治22年）4月1日 - 町村制施行に伴い宗像郡津屋崎村、渡村が合併し、津屋崎村（つやざきむら）が発足。
- 1897年（明治30年）6月4日 - 津屋崎村が町制施行。津屋崎町となる。
- 1909年（明治42年）4月1日 - 津屋崎町と宮地村が対等合併し、新町制による津屋崎町が発足。
- 1955年（昭和30年）3月1日 - 津屋崎町と勝浦村が対等合併し、新町制による津屋崎町が発足。
- 2005年（平成17年）1月24日 - 福間町と対等合併し、福津市となる。

## 産業

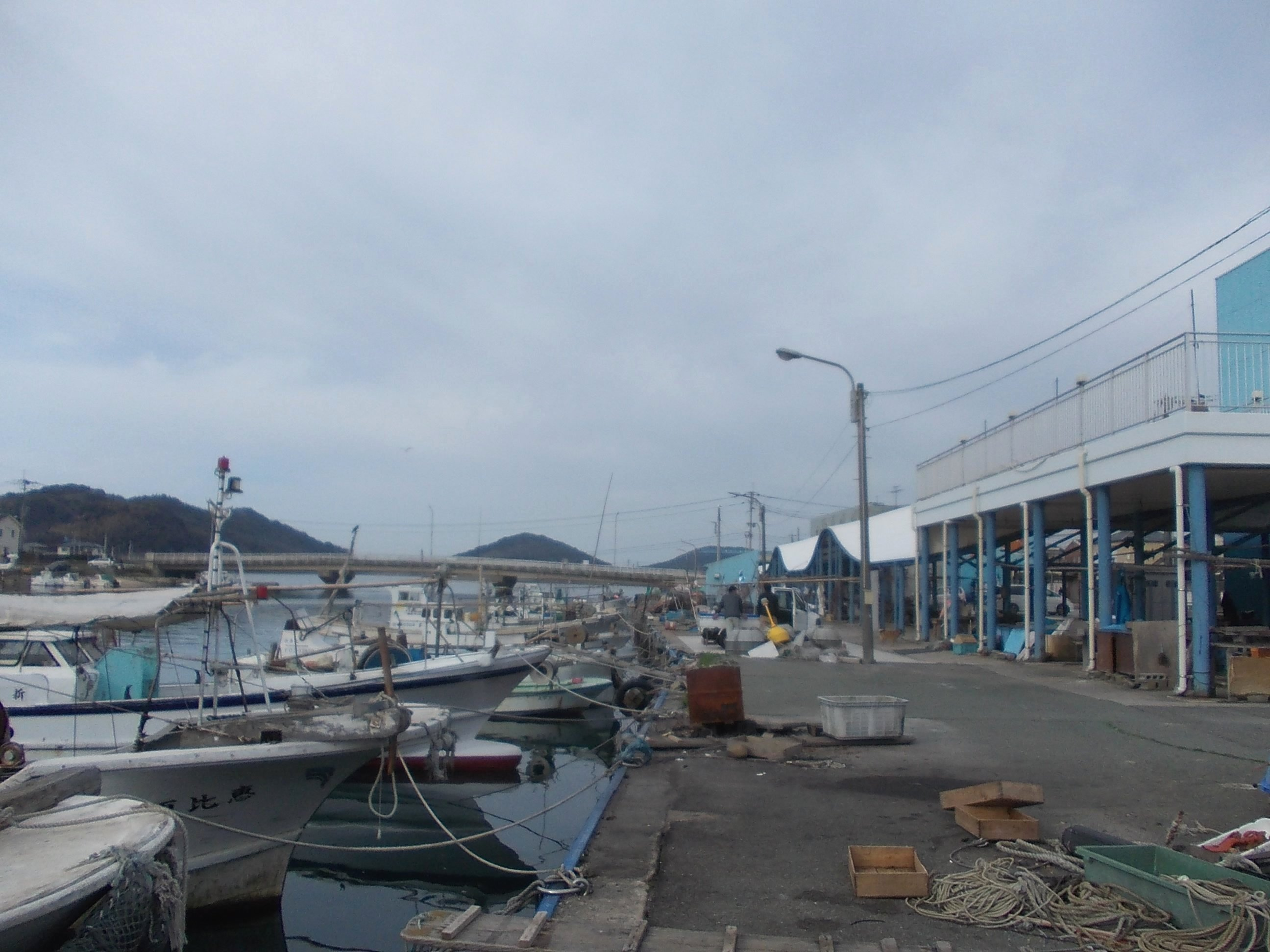
津屋崎漁港

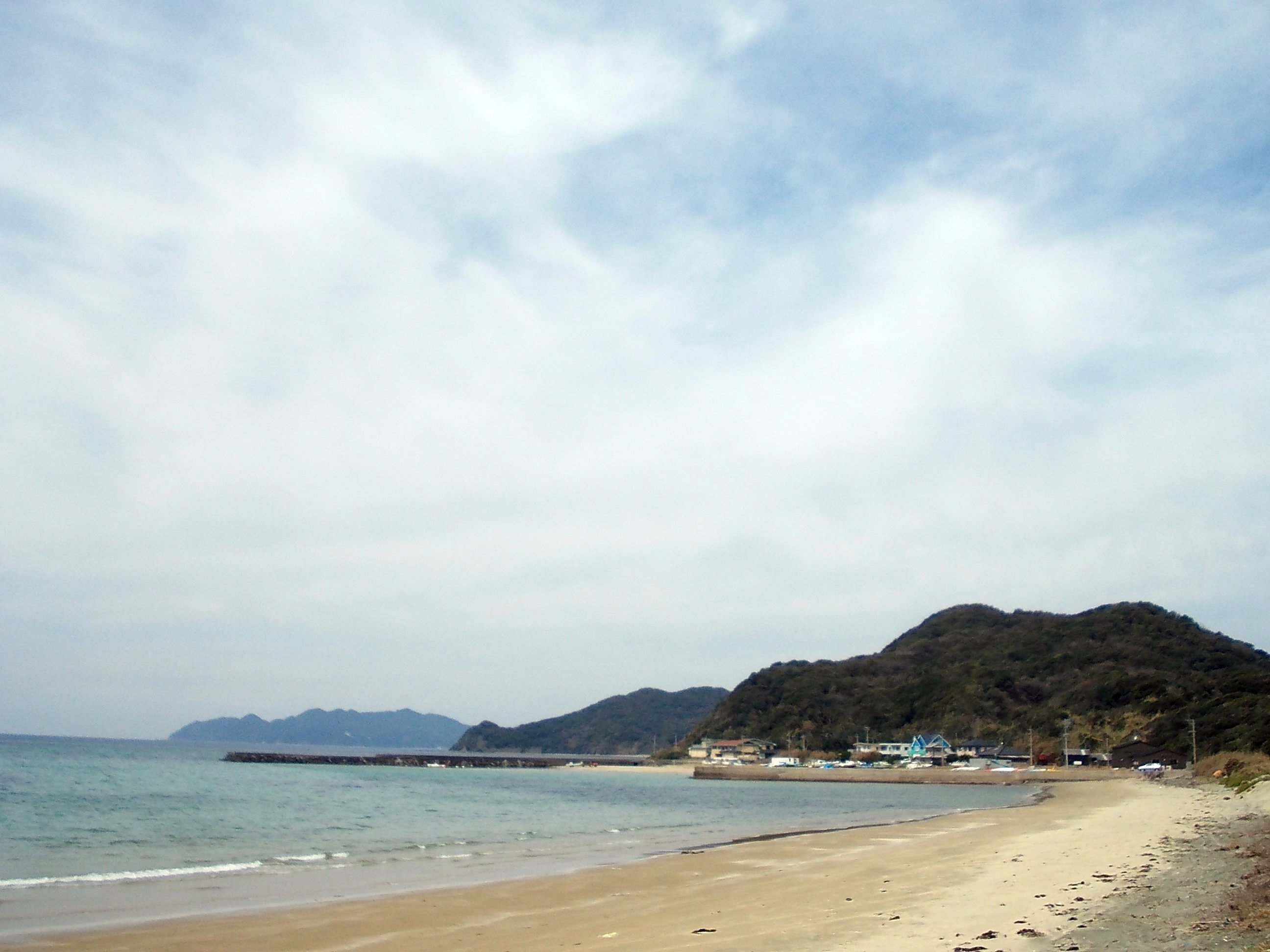
勝浦漁港

### 漁業
- 津屋崎漁港
- 勝浦漁港

## 交通

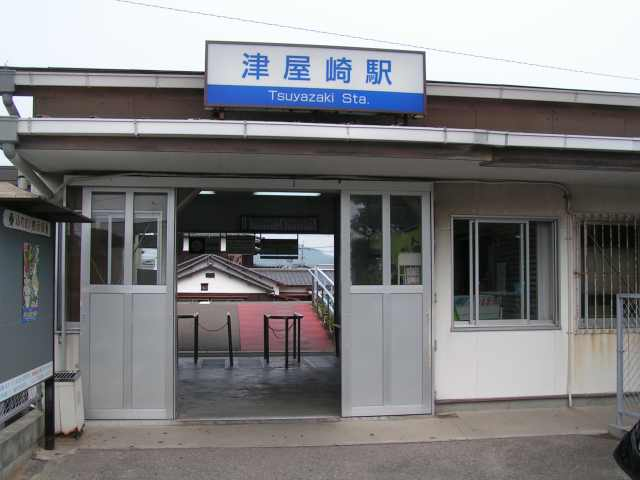
津屋崎駅（2006年8月）

### 鉄道
※津屋崎町消滅時点で存在していた路線。
- 西日本鉄道
  - 宮地岳線（現・貝塚線。2007年旧町内区間は廃止）
    - 宮地岳駅 - 津屋崎駅（両駅とも廃駅）

### 道路
- 国道495号

### バス
- 西鉄バス宗像

## 観光名所

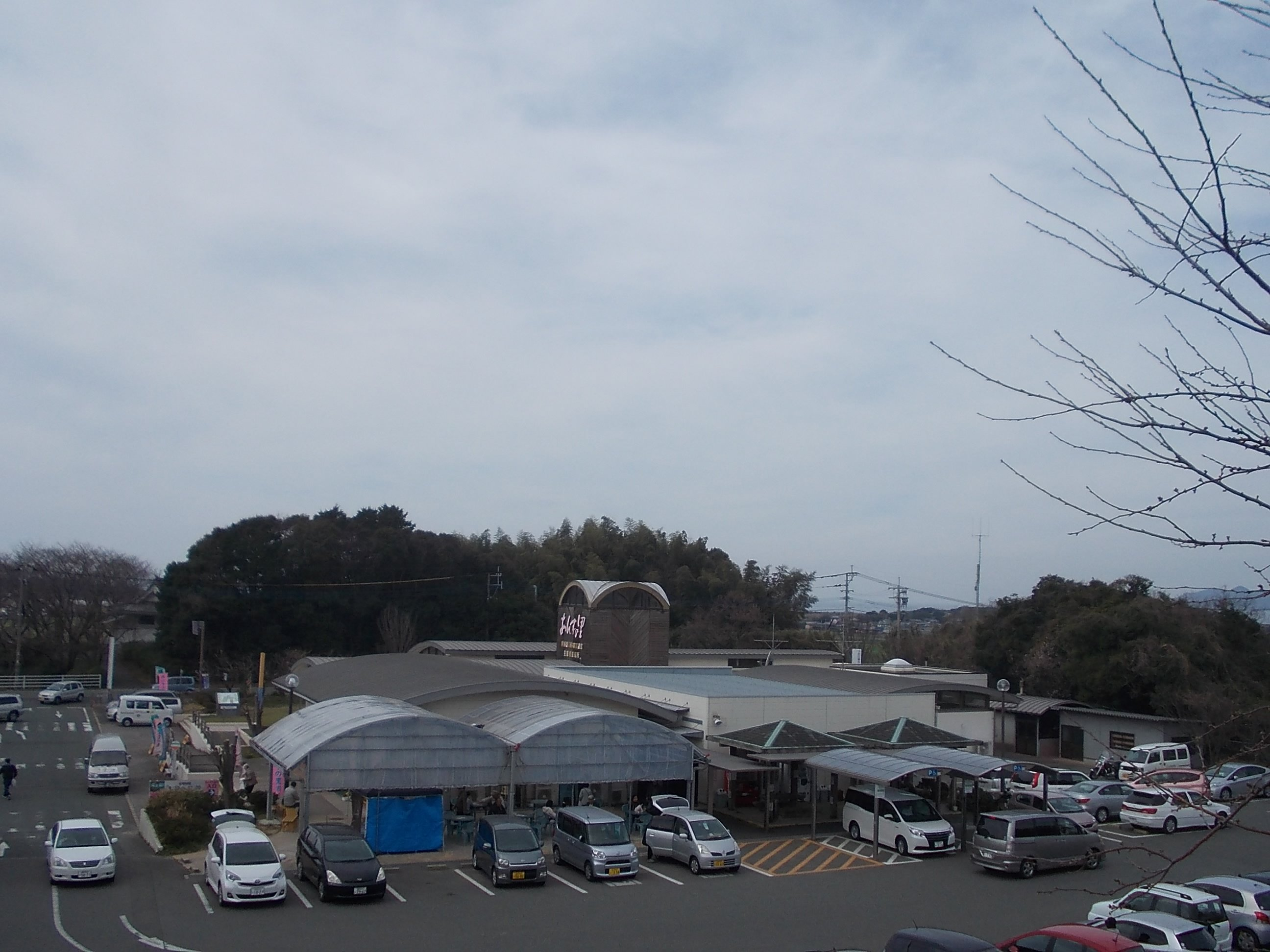
あんずの里

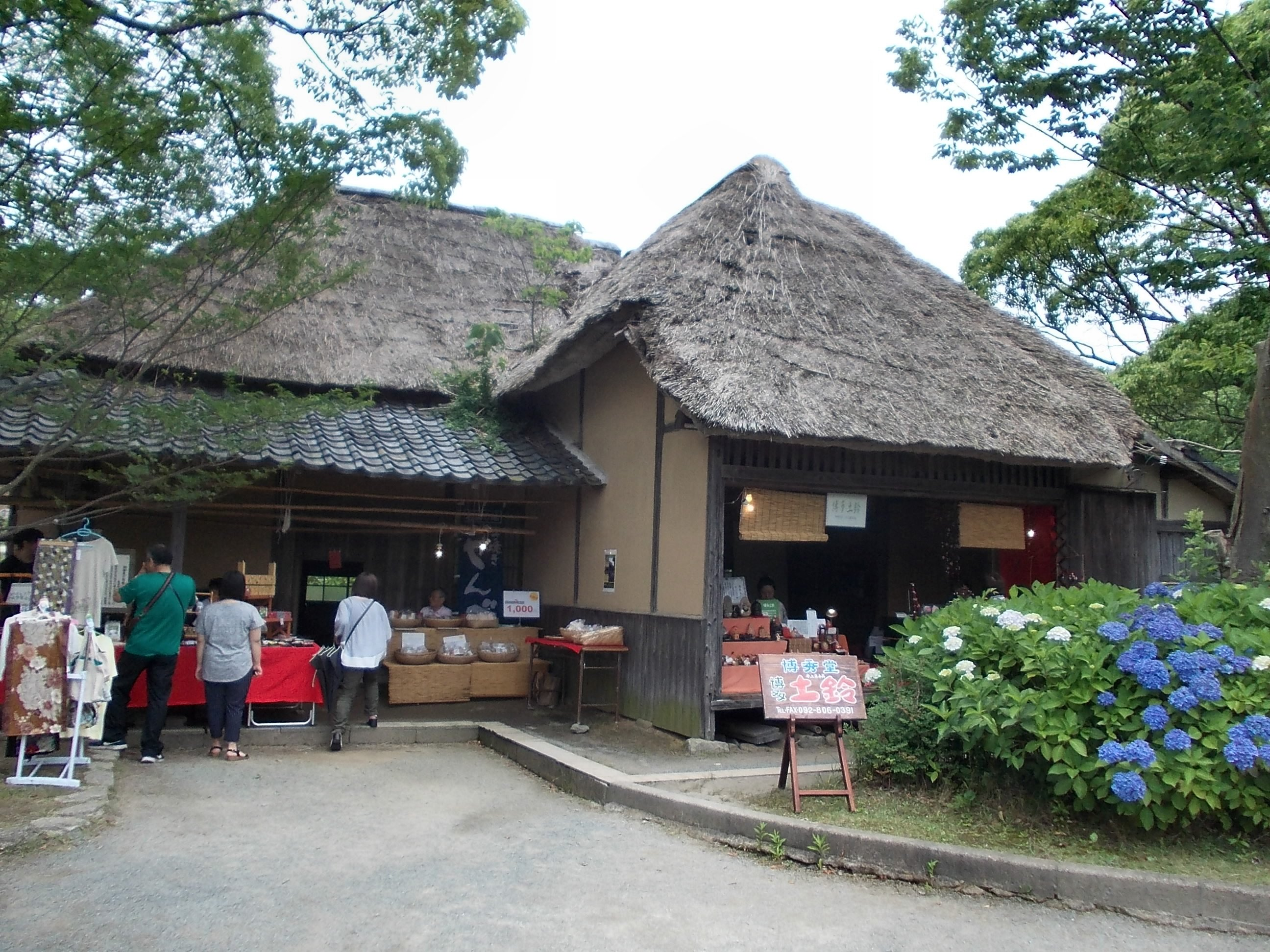
民家村自然公苑

- 東郷神社
- 宮地嶽神社
- 津屋崎海水浴場
- 恋の浦
- あんずの里
町で取れる農産物を直接販売している施設。国道495号線沿いにある。
- 須多田古墳群
内陸部にある須多田地区に、須多田天降神社古墳や須多田二タ塚古墳をはじめとする須多田古墳群が形成されている。
- 民家村自然公苑
宮地嶽神社のわずか東。鉤屋作り（かぎやづくり）民家などが保存された歴史公園。

## 著名な出身者
- 伊藤なつ（則松奈津子） - 元タレント、元女優[2]
- 伊藤かな（則松加奈子） - 元タレント、元女優[2]
- 阿部弘樹 - 衆議院議員、津屋崎町の最後の町長
- 大家志津香 - タレント、元AKB48
- 新木さくら - タレント、元LinQ